# 스타더스트 (우주선)
스타더스트(영어: Stardust)는 미국 항공우주국이 1999년 2월 7일 발사한 무게 300kg의 무인 우주 탐사선이다. 주요 임무로는 빌트 2 혜성의 코마에서 나오는 혜성 먼지와 우주 먼지를 채집하여 지구로 보내는 것으로, 최초의 표본 회수 임무였다. 빌트 2 혜성으로 가는 도중 소행성 5535 안네프랑크에도 접근하여 탐사했다. 2006년 1월 15일, 표본 회수 캡슐이 지구로 돌아옴으로써 성공적으로 임무를 완료하였다.
2011년 2월 혜성 템펠 1으로 향하는 'NExT'라는 이름의 확장 임무가 시작되었다. 템펠 1은 2005년 딥 임팩트 탐사선이 방문했던 태양계 소천체였다. 접근통과 후인 2011년 3월 마지막 확인 신호를 보낸 후 탐사선의 모든 동작은 중단되었다.
2014년 8월 14일, 과학자들은 2006년 지구로 돌아온 표본에서 항성간 먼지를 식별하였다고 발표하였다.

## 임무 배경

### 역사
1980년부터 과학자들은 전문적인 혜성 연구 임무를 추진하기 시작했다. 1990년대 초, 핼리 혜성에 접근하여 근접 자료를 보내오는 혜성분야 최초의 임무가 성공하였다. 하지만, 또다른 임무인 미국의 "혜성 랑데부 소행성 플라이바이"는 예산 부족을 이유로 취소되었다. 1990년대 중반, 돈이 덜드는 디스커버리급 미션이 발표되었고, 그 내용은 2004년 빌트 2 혜성으로 가는 것이었다.
이 계획은 과학기술 경쟁력 제고와 저비용이라는 디스커버리 계획의 목표를 만족시킨다는 판단으로 1995년 가을에 선정되었다.:5 스타더스트 우주선의 제작은 1996년에 시작되었다. 행성 보호 조치에 따라 행성오염 방지수준 5등급으로 추진되었고 다행히 스타더스트에 의해 생명체가 옮겨져 오염될 가능성은 낮았다. 에어로젤에 시속 1600km로 부딪힐 예정이여서 어떤 미생물도 죽을 것으로 판단되었다.:22–23
빌트 2 혜성 탐사는 태양에 근접한 장주기 혜성을 관찰할 수 있는 드문 기회이기도 했다. 혜성의 궤도가 1974년 목성의 중력에 영향을 받아 안쪽으로 바뀌면서 단주기 혜성이 되었다. 계획 단계에서 혜성의 구성 성분은 여전히 유지될 것으로 판단되었다.:5
임무의 목표는 다음과 같다.
- 6.5 km/s 이하의 낮은 속도로 혜성에 근접 통과 하여 에어로젤 수집기를 통해 먼지를 채집.
- 최저 속도로 이동하며 에어로젤 수집기를 통해 성간 우주먼지를 채집.
- 가능한 많이 혜성 핵과 코마의 고해상도 사진을 전송.

우주선의 설계, 조립, 운영은 콜로라도주 덴버에 위치한 록히드 마틴사가 맡았다. 해당 사의 제트 추진 연구소는 중요한 작업과 관해 NASA 산하부서의 관리권을 일임하였다. 연구 책임자는 워싱턴 대학교의 도널드 브라운리 박사이다.:5

### 탐사선 설계
탐사선 본체는 록히드 마틴이 우주 환경에 알맞도록 설계하였다. 길이 1.7m, 폭 0.66m이며, 벌집모양 알루미늄 구조물과 탄소 섬유로 구성하였다. 본체 보호를 위해 폴리사이아네이트와 캡톤 덮개를 탐사선의 전체에 사용했다. 기술 부분의 저비용을 위해 소형 우주선 계획(Small Spacecraft Technologies Initiative, SSTI)의 미래를 위한 개발 기술 및 과거의 여러 기술을 사용하였다. 후일 지구 복귀 후 분석될 스타더스트 표본 수집판(Stardust Sample Collection tray)과 다섯 가지의 과학 장비가 실렸다.

#### 자세 제어 및 추진
탐사선에는 3축 안전 방식으로 4.41 N의 힘을 내는 하이드라진 단일 추진제 로켓 8개와 자세 제어용인 1N짜리 8개의 로켓이 실려있었다. 이 8개의 로켓들은 자세 제어는 물론 궤도 조정 때에도 쓰였다. 탐사선은 80 kg 무게의 단일 추진제와 같이 발사되었다. 탐사선의 위치와 자세에 대한 정보는 별추적기와 자이로스코프, 두 개의 태양 감지계를 사용해서 얻었다.:30–31

#### 통신
탐사선은 NASA의 심우주 통신망을 사용하였다. 심우주 통신망에 접속하기 위해 0.6m의 포물선형 고이득 안테나와 중이득 안테나(MGA), 저이득 안테나(LGA)를 사용해 X 대역 신호를 보냈고, 원래 카시니-하위헌스 탐사선에 실릴 예정이었던 15와트짜리 트랜스폰더도 실렸다.:32

#### 전력
탐사선은 330와트를 생산하는 태양 전지판 두 개에서 전기를 공급받았다. 이 전지판들은 빌트 2 혜성을 통과할 때 매끄러운 표면이 손상되지 않도록 하기 위해 휘플 범퍼도 가지고 있었다. 태양 전지판은 작은 우주선 기술 계획(SSTI)에서 유래했다. 태양과의 거리에 따라 일련의 전지들을 전환하는 독특한 방법을 사용했다. 또한 니켈 수소 전지 하나는 태양에서 너무 멀리 떨어져 태양 전지판이 전기를 만들 수 없을 때 사용하기 위해 실렸다.:31

#### 컴퓨터
탐사선의 컴퓨터는 32비트 방사선 강화 프로세서 카드인 IBM RAD6000을 사용했다. 이 카드는 탐사선이 지구와 통신할 수 없을 때, 자료 저장 장치는 128 메가바이트를 저장할 수 있었다. 이는 전체 탐사선 소프트웨어 중 20%를 차지하는 용량이다. 시스템 소프트웨어의 형태는 Wind River Systems에서 개발한 임베디드 운영 체제 형식인 VxWorks였다.:31

#### 과학 장비
| 목적                                                                        |
| --------------------------------------------------------------------------- |
| - 빌트 2 혜성에 접근할 때 혜성의 위치 결정. - 혜성 핵의 고해상도 사진 얻기. |

| 목적 |
| ---- |
|      |

| 목적 |
| --- |
| - 빌트 2 혜성을 가깝게 지나쳐갈 때 입자 질량 분포와 충돌 속도를 정량적으로 측정. - 코마를 확장시키고 먼지 제트를 형성하는 입자의 물리적 과정 이론을 확립. - 초당 최소 1번, 최대 10번의 빈도로 먼지 유출을 측정. - 탐사선의 "건강 상태"와 이상 현상의 해석을 위한 공학적 문제와 중요한 먼지 자료를 수집. |

| 목적 |
| --- |
| - 빌트 2 혜성에서의 마이크론 미만 크기의 화학적 원소와 광물 성분 확인. - 빌트 2에 유기화합물이 어느 정도 존재하는지 규명. - 운석과 행성간 먼지 입자를 토대로 빌트 2의 구성 성분 규명. - 운석과 행성간 먼지 입자를 토대로 빌트 2의 구성 성분의 구성비 규명. - 운석과 행성간 먼지 입자와 빌트 2 혜성의 구성 성분이 같음을 확인해 이론 확립. - 휘석이 풍부한 콘드라이트들이 혜성에서 나온 것인지의 여부 확인. - 아미노산, 퀴논, 양친매성 물질이나 기타 분자가 존재하는지를 확인해 외계 생명체에 대한 이론 세우기 - 빌트 2에서의 물의 존재 여부 규명. - 태양계 초기에 혜성이 성운 내부 물질과 외부 물질이 섞여서 생겨났는지 결정. - 성간 입자들이 어디서 왔는지 알 수 있게 해 주는 동위원소 변형 정도를 측정. - 빌트 2 혜성에서 중수소와 경수소 비율을 측정하고 행성간 먼지 입자의 비율과 비교. - 빌트 2 혜성에 있는 탄소의 특이점을 파악하고 규산염과 기타 광물들(이온 분자, 가스 입자, 발광 얼음, 기타.)이 형성될 때 있었던 제한선의 특성 결론짓기. - 규산염 입자 내부에 유기물이 있는지 확인하고 그 유기물이 행성간 먼지 입자에서 발견된 유기물과 닮았는지 확인. - 입자의 증가형 가공 여부 증거 찾기(우주 방사선 추적, 암석 분광, 광물 분석, 기타 등등). - GEMS(Glass with Embedded Fe Ni Metal and Sulfides, 철 니켈 금속 황화물이 내부에 들어가 있는 유리)의 존재 여부 밝히기. |

| 목적 |
| --- |
| - 빌트 2 혜성의 질량과 부피, 밀도를 측정. - 코마의 밀도를 결정하고 빌트 2 혜성의 입도 분포 수치 제한선을 측정. - 코로나 내부의 전자 밀도, 태양풍 가속도, 난류, 질량 토출 여부를 X 대역폭으로 관측. |

#### 표본 채집
혜성 먼지와 항성간 먼지는 엄청나게 낮은 밀도를 가지고 있는 에어로젤에 잡혔다. 테니스 라켓 크기의 수집기에는 90개의 에어로젤이 달려 있었으며, 총합 1000 제곱센티미터의 면적을 가지고 있었다. 이 수집기는 혜성 먼지와 항성간 먼지를 에어로젤 안에 잡아넣었다.
충돌을 하는 입자들을 모으기 위해서 에어로젤을 사용했는데, 에어로젤은 실리콘으로 만들어진 물질이면서 스펀지처럼 내부의 99.8%가 비어 있다. 에어로젤은 유리의 1000분의 1 정도의 밀도를 갖고 있으며, 다른 실리콘 물질들과는 비교도 할 수 없을 정도로 밀도가 낮다. 입자들이 에어로젤에 정확히 명중할 때, 입자 크기의 200배에 달하는 긴 흔적이 생긴다. 이 에어로젤들은 표본 회수 캡슐(Sample Return Capsule, SRC)에 담겨져 2006년 지구로 귀환했다.
에어로젤에 성간 먼지가 잡혔는지를 분석하기 위해서는 100만 개에 달하는 사진에 찍혀 있는 입자의 흔적을 분석해야 한다. 이 사진들은 그리드 컴퓨팅 프로젝트인 Stardust@home을 통해 자료 분석에 도움을 준다. 2014년 4월, NASA는 일곱 개의 성간 먼지 입자가 스타더스트를 통해 회수되었다고 밝혔다.
- 탐사선의 개략도.
- 에어로젤 수집기가 펼쳐진 스타더스트 캡슐
- 스타더스트가 태양 전지판 실험을 기다리고 있다.
- 태양 전지판은 탑재물 유해 보수 시설에서 확인된다.
- 스타더스트가 전체적으로 감싸지기 전에 확인받고 있다.

### 스타더스트 마이크로칩
스타더스트는 한 변이 10.6cm인 정사각형 모양을 가진 실리콘 웨이퍼 두 세트와 같이 발사되었다. 각 쌍에는 1997년 말부터 1998년 중반까지 인터넷 양식을 작성해 인터넷 봉사 활동에 참여한 사람들의 이름이 빽빽하게 적혀 있었다. 마이크로칩 한 개는 본체에, 다른 한 개는 표본 회수 캡슐에 부착되었다.:24

## 임무 계획

### 발사와 궤도 모습
스타더스트는 미국 항공우주국에 의해 1999년 2월 7일 협정 세계시 21시 4분 15초에 케이프커내버럴 공군 기지 발사장 17A에서 델타 II 7426호로 발사되었다. 모든 분사 절차는 27분 정도 소요되었고 탐사선을 태양 주위의 궤도로 올려놓아, 2001년 있을 지구 중력 도움을 받기 위해 궤도를 조정했다. 이 지구 중력 도움으로 2002년 소행성 안네프랑크와 2004년 빌트 2를 초속 6.1 km의 낮은 속도로 지나갈 수 있게 되었다. 2004년 탐사선은 2006년에 보너빌호 지역으로 표본 캡슐을 떨어트리기 위해 궤도를 약간 바꾸었고, 캡슐을 분리했다.:14–22
지구와의 두 번째 만남 동안 스타더스트는 캡슐 분리 직후 "착륙 기동" 상태로 들어갔다. 이 기동은 탐사선이 대기권으로 들어가지 않도록 궤도를 조정하는 것이었다. 20kg이 채 안 되는 추진제가 탐사선에 남아 있었다.
2004년 1월 19일부터 탐사선은 태양 전지판과 통신기를 최대 절전 모드로 진입시켰고, 이는 3년 동안 태양 중심 궤도를 돌다가 2009년 1월 14일 다시 지구 근처에 올 때를 대비한 것이었다.

2007년 11월 3일, 2011년에 템펠 1을 근접 통과하며 탐사선의 모든 장치를 다시 쓰겠다는 연장 계획이 승인되었다. 이는 처음으로 태양계 소천체를 다시 방문하는 것으로, 남은 연료를 다 쓴 다음 탐사선을 폐기하는 것이었다.
- 스타더스트와 델타 II 발사체의 분해도
- 발사 시의 델타 II 발사체와 스타더스트
- 빌트 2 혜성으로 가는 스타더스트의 궤도

### 안네프랑크와의 만남
2002년 11월 2일 협정 세계시 4시 50분 20초, 스타더스트는 소행성 5535 안네프랑크에서 3079 km 떨어진 곳을 지났다. 태양의 위상 각도는 관찰을 수행할 동안 130~47도로 측정되었다. 이 만남은 빌트 2 혜성과의 만남을 준비하는 차원에서 탐사선과 지상의 장비 점검을 위해 이용되었다.
- 2002년 11월 2일 찍힌 소행성 안네프랑크의 사진
- 안네프랑크의 색 반전 사진

### 빌트 2와의 만남
2004년 1월 2일 협정 세계시 19시 21분 28초, 스타더스트는 빌트 2 혜성과 접근했다. 상대 속도는 6.1 km/s였고, 237km의 거리를 가지고 태양 쪽을 향해 통과했다. 원래 접근 거리는 150km였지만, 안전성 심의 위원회는 엄청난 먼지와의 충돌 가능성을 최소화해 접근 거리가 증가시켰다.
혜성과 탐사선의 상대 속도는 탐사선과 혜성이 똑같이 태양을 돌 때, 혜성이 실질적으로 탐사선을 뒤에서 따라잡도록 하였다. 탐사선이 빌트 2 혜성과 만났을 때, 탐사선은 혜성에서 태양빛을 받는 지역에 있었고, 태양의 위상각은 평균 70도였으며, 최소 3도에서 최대 110도까지 변했다.
근접 통과를 하는 동안 탐사선은 코마에서 먼지 입자 표본을 가져가기 위해 표본 수집판을 열고, 핵 부분의 상세한 사진을 찍었다.
- 2004년 1월 2일 스타더스트에 의해 찍힌 빌트 2 혜성
- 최대 접근 기간 동안 찍은 빌트 2 혜성의 사진
- 표면의 가스 기둥을 보여주는 과다 노출 사진
- 빌트 2 혜성의 3D 입체 사진

## 템펠 1을 향하는 새로운 탐사 계획 (NExT)

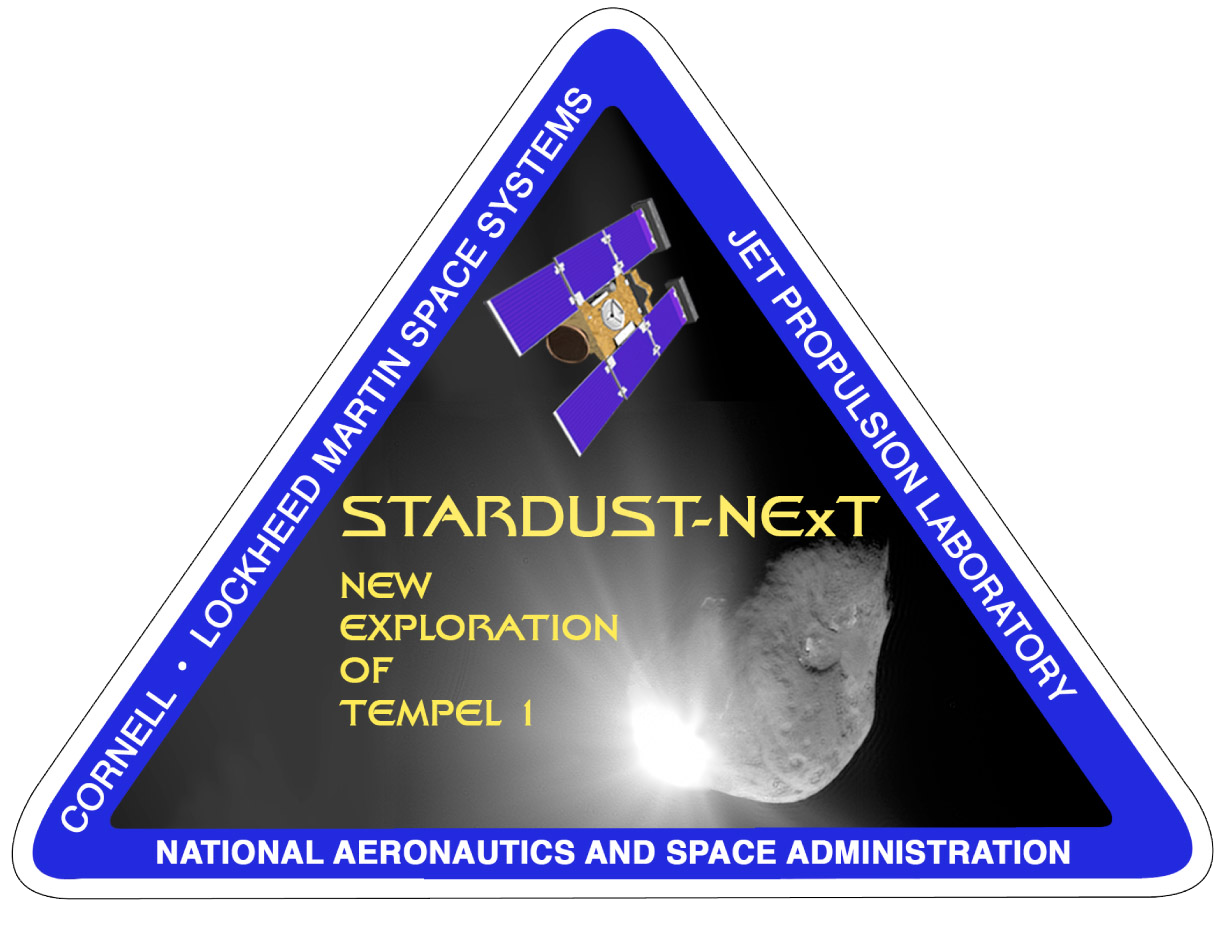
임무 배지

2006년 3월 19일, 과학자들은 템펠 1 혜성에 탐사선을 다시 보내는 계획을 검토하고 있다고 밝혔다. 이 혜성은 2005년 혜성과 충돌하는 계획의 탐사선 딥 임팩트가 향했던 곳이다. 이 임무는 당시 충돌에 의해 발생한 먼지 때문에 촬영에 실패했던 충돌 지역의 사진을 확보하기 위한 중요한 임무였다.
2007년 7월 1일, 임무 확장이 허가되고 확장 임무는 "템펠 1을 향하는 새로운 탐사 계획"(New Exploration of Tempel 1, NExT)이라고 이름 붙여졌다. 이 탐사는 혜성이 태양에 가까이 다가가서 생기는 변화를 관찰할 수 있는 기회였다. 또한, 그 당시까지 가장 지도 작성이 잘 되어 있던 템펠 1의 지도 작성을 계속 진행한다. 이 지도 작성은 혜성의 지질학적 의문점을 해결하는 데 도움을 줄 수 있었다. 이 근접 통과로 인해 탐사선의 모든 연료를 다 쓸 것으로 예상되었고, 그 후에는 탐사선의 자세를 조작할 수 없어 통신이 끊어지리라 예상되었다.

### 목적
임무의 주요 목적으로 다음이 있었다.
- 태양 주변을 두 번 통과한 템펠 1 혜성의 궤도 변경 내용을 구체화하여 혜성 핵의 표면에 영향을 끼치는 과정의 이해도를 확장한다.
- 혜성의 핵과 형성에 관한 구조 이론을 구체화하고 내부 층의 범위와 성질을 규명하기 위해 템펠 1 혜성의 지도 작성 작업을 연장한다.
- 퇴적물의 원활한 흐름 여부와 노출된 얼음의 연구를 확장한다.

보조 목적은 다음과 같다.
- 2005년 7월 딥 임팩트에 의해 생긴 충돌구의 사진을 찍어 특징과 구조, 기계적 특성을 이해하여 충돌구의 형성 과정을 규명한다.
- 먼지 유출 모니터링 기기를 사용해 코마 내의 먼지의 분포와 밀도를 측정한다.
- 혜성과 성간 먼지 분석 기기를 사용해 코마 내 먼지의 밀도를 분석한다.

### 템펠 1과의 만남
2011년 2월 15일 협정 세계시 04시 42분 0초에 스타더스트-NExT 탐사선은 템펠 1에서 181 km 떨어진 곳을 지나쳐 갔다. 약 72개의 사진을 보내 왔다. 충돌에 의한 지형의 변화를 보여주고, 딥 임팩트에서 보이지 않았던 혜성의 구조를 밝혔다. 딥 임팩트의 충돌 지역도 관찰되었는데, 충돌로 뿜어져 나온 물질이 다시 내려앉으면서 겨우 볼 수 있을 수준이었다.
- 스타더스트-NExT 탐사선이 템펠 1로부터 가장 가까울 때 찍은 사진
- "충돌 전후". 왼쪽이 딥 임팩트에 의해 찍힌 사진이고 오른쪽이 스타더스트에 의해 찍힌 사진이다. 충돌구의 모습이 보인다

## 확장된 임무의 종료
2011년 3월 24일, 스타더스트는 남아 있는 연료를 없애기 위해 엔진을 분사했다. 탐사선에는 약간의 연료가 남아 있었고, 과학자들은 탐사선의 연료량을 정확하게 알 수 있는 시스템 개발에 도움이 되는 정보를 얻기를 원했다. 정보를 모두 얻은 후, 안테나를 조종할 수 없었기에 통신기의 전원을 꺼야 했다. 탐사선은 3억 1200만 킬로미터 멀리 우주 공간에서 마지막 확인 신호를 보냈다.

## 표본 회수

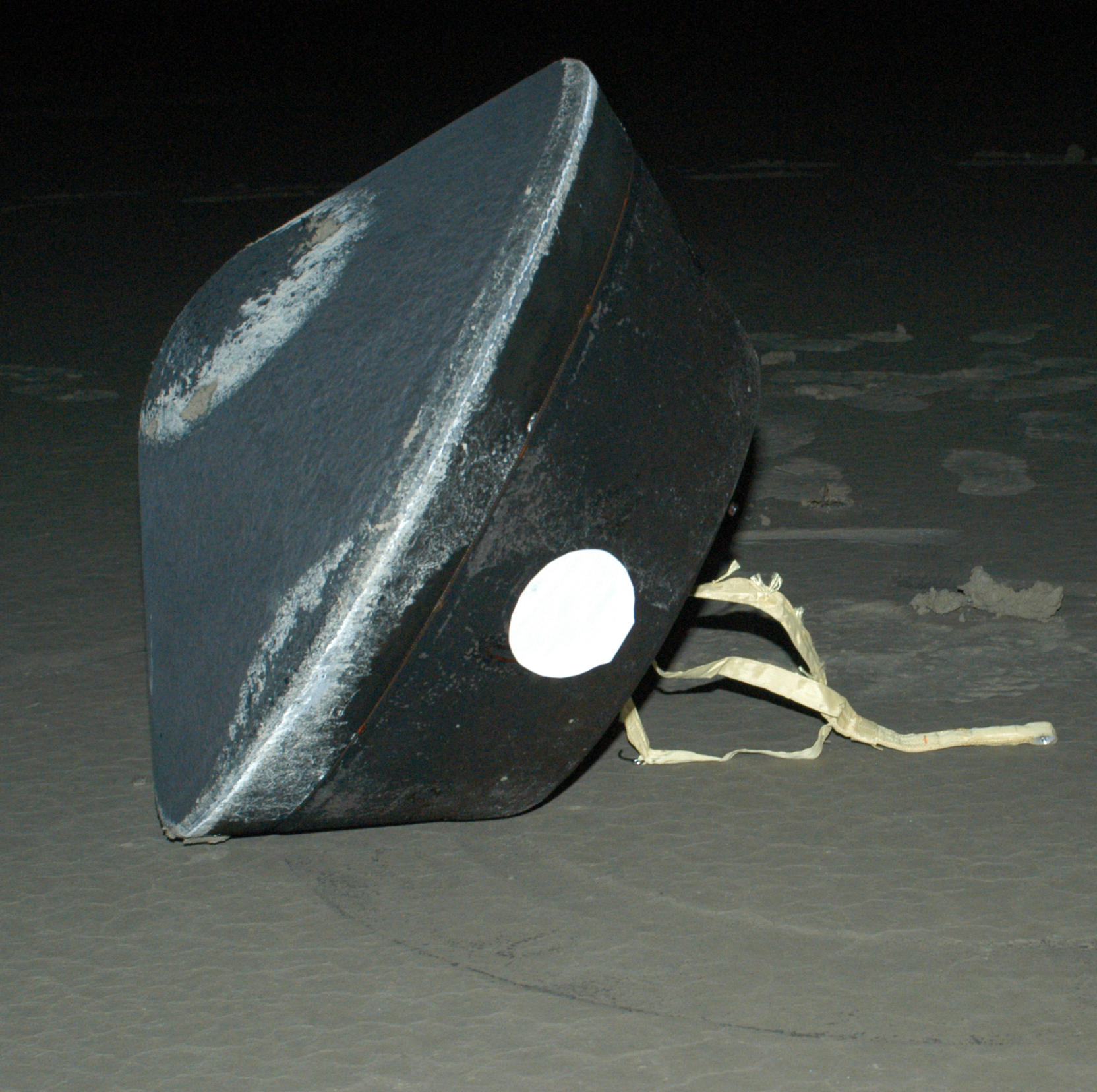
회수 팀에 의해 찍힌 캡슐의 사진

2006년 1월 16일 협정 세계시 05시 57분, 표본 회수 캡슐이 스타더스트 본체와 성공적으로 분리되고 09시 57분에 지구 대기권에 진입했다. 재진입 속도는 12.9 km/s로, 인간에 의해 만들어진 물체 중 가장 빠른 재진입 속도를 기록했다. 캡슐은 110초 동안 마하 36의 아음속 속도로 진입하는 급격한 재진입 절차를 따랐다. 최대 가속도는 34g까지 올라갔고, 재진입 중 40초 동안 위쪽으로 55 km 정도 떨어진 스프링크리크 위를 통과했다. 밀도 탄소 패널 열 차폐막은 이 급격한 재진입 중 2,900 °C까지 온도가 올라갔다. 캡슐은 최종적으로 유타 실험 및 교육 지역(북위 40° 21.9′  서경 113° 31.25′  / 북위 40.3650°  서경 113.52083° )에 협정 세계시 10시 10분에 착륙했고, 이 곳은 미국 육군 소속인 생화학 병기 실험소(Dugway Proving Ground)에서 가까운 곳이었다. 캡슐은 유타에서 휴스턴에 있는 엘링턴 공군 기지로 보내진 다음, 분석을 시작하기 위해 휴스턴에 있는 존슨 우주 센터의 행성 물질 큐레이터 시설로 옮겼다. NASA 관계자는 보안 위협 같은 것이 없더라도 자료를 "신중히" 비밀스럽게 전송하라고 지시했다고 주장했다.

### 표본 처리

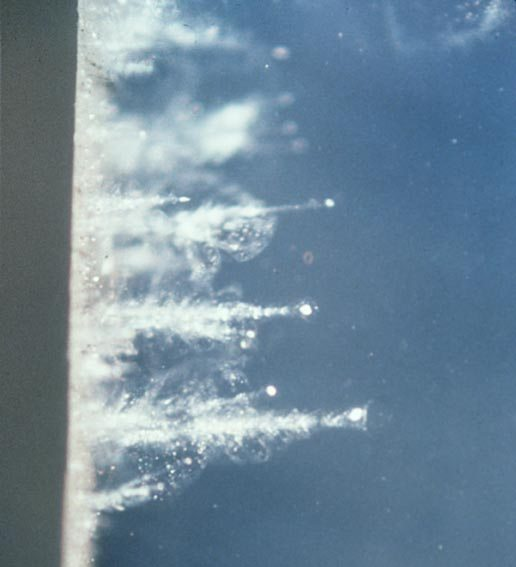
에어로젤 수집기에서 보이는 먼지 입자

표본 용기는 일반 병원 청정실의 100배 정도로 깨끗한 곳에서 분석되었는데, 이로 인해 혜성 먼지와 항성간 먼지가 오염되지 않았다. 약 100만 개의 미시 먼지들이 에어로젤 수집기에 들어 있다고 생각되었으며, 먼지들은 크기가 적어도 100 마이크로미터(0.1 mm)였고, 가장 큰 것은 1000 마이크로미터(1 mm)였다. 약 45개의 성간 먼지 충돌 흔적도 수집기의 뒷면에서 발견되었다. 먼지 입자는 분산 컴퓨팅 프로젝트인 Stardust@Home을 통해 자원 봉사 형식으로 분석되고 있다.
2006년 12월, 일곱 장의 논문이 사이언스 저널에 실림으로써 표본 분석 초기 상황에 대해 논의되었다. 조사 결과는 생물학적으로 이용 가능한 질소를 포함해서 2종류의 유기 화합물이 광범위하게 발견되었다. 확산된 성간 매질보다 더 긴 사슬을 가지고 있는 고유의 지방족 탄화수소가 있었다. 예컨대 비정질 규산염은 감람석이나 휘석을 결정화시킨다. 이전에 분광학을 이용해 추론되었던 태양계 물질과 성간 물질의 혼합의 일관성을 증명했다. 수화 규산염이나 탄산염 같은 광물은 없는 것으로 밝혀졌고, 이는 혜성 먼지가 물이 없는 상태였음을 나타냈다. 제한된 양의 순수한 탄소 또한 표본에서 발견되었다. 메틸아민과 에틸아민도 에어로젤에서 발견되었지만, 특정 입자와는 관계가 없었다.
2010년 앤드류 웨스트팔 박사는 Stardust@Home의 자원 봉사자인 브루스 허드슨이 에어로젤에 먼지가 파고들면서 나오는 궤적(찍힌 사진의 번호는 "I1043,1,30"이었다)중에서 성간 먼지 입자가 들어있을 수도 있다는 점을 발표했다. 사실, 모든 자원 봉사자의 발견이 인식되어서 자동으로 이름이 부여되는 프로그램이 있었다. 그래서 허드슨은 자신의 발견을 "오리온"(Orion)이라고 이름을 붙였다.
2011년 4월, 애리조나 대학교의 과학자들은 빌트 2 혜성에 액체의 물이 존재한다는 증거를 발견했다. 철과 황화 구리가 발견되었으며, 이 광물들은 물이 존재할 때 생겨난다. 이 발견은 혜성이 결코 자신에게 있는 얼음을 녹일 정도로 따뜻하지 않다는 기존의 이론을 무너트렸다. 2014년 봄, 스타더스트에서 성간 먼지 입자가 회수되었다고 발표되었다.

## 결과
혜성의 표본은 초기 태양계의 외부 지역은 고립되지 않았으며, 성간 먼지가 살아남을 수 있는 피난처가 되지 않았음을 나타냈다. 자료는 고온의 태양계 내부에서 물질들이 생겨나고, 카이퍼 대 지역으로 옮겨갔음을 나타냈다.
글라이신
2009년 미국 항공우주국의 과학자들은 혜성의 근본적인 초기 상태의 구성 성분 중 하나를 식별했다고 발표하였다. 아미노산 중 하나인 글라이신이 2004년 빌트 2 혜성에서 뿜어져 나왔고 스타더스트에 의해서 잡혔다. 글라이신은 전에 운석에서도 발견되었으며, 성간 가스 구름에서도 관측된다. 하지만 혜성에서 글라이신이 나온 것은 처음이다. 동위원소 분석 결과는 생명이 생기기 전 후기 운석 대충돌기에 혜성 또한 지구에 충돌했음을 나타낸다. NASA의 우주 생물학 연구소의 대표인 칼 필처는 이 발견에 대해 "혜성에서 글라이신이 발견된 것은 생명이 기본적인 쌓기나무 같은 곳에서 널리 퍼졌다는 이론을 뒷받침하고, 우주에서의 생명 존재 여부는 공통적으로 희박하다는 주장에 힘을 실어준다." 라고 밝혔다.

## 같이 보기
- 제네시스
- 하야부사
- 나라별 최초의 우주발사체